# Аль-Гасан ібн Абу Мухаммад
Аль-Гасан ібн Абу Мухаммад аль-Заяні (араб. الحسن بن عبد الله الثاني الزياني; д/н — 1558) — останній султан Держави Заянідів в 1550—1556 роках. Низка дослідників розглядає його як Гасана II, враховуючи маринідського султана Абу'л Гасана Алі.

## Життєпис
Син султана Абу Мухаммада II. Про його діяльність обмаль відомостей. Не брав активної участі у протистоянні братів Абу Заяна і Абу Абдаллаха. Після перемоги першого 1544 року залишився в Тлемсені.
У 1549 року після поразки заянідського війська від Саадитів разом з братом Абу Заяном III втік під захист Хасан-паші, бейлербея Алжиру. 1550 року після смерті брата в Алжирі оголошений султаном. 1551 року за підтримки османських військ відновлений на троні в Тлемсені.
Його володіння омежувалися Тлемсен з навколишніми землями. У 1555 році запідозрений у змові з іспанцями, тому за ініціативи бейлербея Саліх-рейса на зборах улемів оголошений позбавленим трону. 1556 року мусив утекти до Орану. Його володіння було приєднано до Алжирського бейлербейства. Держава Заянідів припинила своє існування.
Колишній султан помер в Орані під час епідемії чуми. Його син хрестився під ім'ям Карл, потім перебрався до Кастилії, де отримав маєток.